# Troides miranda
Troides miranda är en fjärilsart som först beskrevs av Butler 1869.  Troides miranda ingår i släktet Troides och familjen riddarfjärilar. Inga underarter finns listade i Catalogue of Life.